# Elin Ek
Elin Ek (née le 31 août 1973 à By, commune d'Avesta) est une ancienne fondeuse suédoise. Elle a remporté notamment la Vasaloppet en 2007. 

## Palmarès

### Jeux olympiques
- Nagano 1998 :
  - 43e du 5 km et 35e du 15 km.
- Salt Lake City 2002 :
  - 19e du 10 km, 38e du 15 km, 25e du 30 km, 35e du sprint, 25e de la poursuite et 12e du relais.
- Turin 2006 :
  - 23e du 10 km, 31e de la poursuite et 4e du relais.

### Coupe du monde
- Meilleur classement général : 21e en 2004.
- 2 podiums par équipes : 2 troisièmes places.
- Meilleur résultat individuel : 5e.